# Telegeusis nubifer
Telegeusis nubifer är en skalbaggsart som beskrevs av Martin 1932. Telegeusis nubifer ingår i släktet Telegeusis och familjen Telegeusidae. Inga underarter finns listade i Catalogue of Life.